# 서보스니아 자치주
서보스니아 자치주(보스니아어: Autonomna Pokrajina Zapadna Bosna) 또는 서보스니아는 1993년부터 1995년까지 보스니아 헤르체고비나 북서쪽에 위치한 미승인 국가였다. 벨리카클라두샤를 수도로 삼고 있었고, 근처의 작은 마을들이 영토에 포함되어 있었다. 보스니아 전쟁 중이던 1993년 알리야 이제트베고비치가 이끄는 보스니아 헤르체고비나 공화국 중앙정부에 맞서 피크레트 압디치가 주도한 분리주의 정치의 결과로 탄생하였다. 1995년 7월에는 서보스니아 공화국(보스니아어: Republika Zapadna Bosna)이라는 이름으로 국명이 변경되기도 했었다.

## 역사
피케트 압디치는 1990년 보스니아 정부를 이끌기 위한 대중 투표의 승자였지만, 공개되지 않은 합의에 따라 알리야 이제트베고비치에게 대통령직을 넘겼다. 1993년, 기자 앤서니 로이드(Anthony Loyd)에 따르면, 압디치는 자신을 위한 작은 국가를 개척하기로 결정했고, 그의 꿈을 실현시키기 위해 충분한 추종자들을 모집하는데 성공했다. 압디치는 세르비아 무기 및 군사 훈련과 더불어 그의 추종자들에게 컬트적인 선전 기법을 사용함으로써 그의 소국가에서 권력을 잡을 수 있었다. "압디치가 세운 자치주의 추종자들과 대화하는 것은 세계 어느 곳에나 있느 컬트적인 개종자들과 대화하는 것과 거의 비슷했습니다. 개인의 논리와 이성이 없는 나무막대와 대화하는 것 같았습니다."라고 앤서니는 덧붙였다. 벨리카클라두샤 지역 주민들은 압디치를 과도한 경외심으로 대했고 "압디치가 말하는 것은 무엇이든 할 준비가 되어 있었습니다."라고 보도되었다.
서보스니아의 정치 체제에 대해 알려진 바는 압디치를 제외하고는 거의 없으며, 대부분의 공무원들은 잘 알려지지 않았다. 크로아티아에서 열린 즐라트코 주시치 (서보스니아 총리)와 이브라힘 주시치 (서보스니아 경찰 보안청장) 재판의 최종 판결과 관련된 2010년 문서는 한 증인의 의견을 인용하면 서보스니아 자치주 정부는 "장난이고 장식물"이며, 압디치 자신이 주요 쟁점에 대해 결정을 내렸기 때문에 자문을 받지 못했다. 이 진술은 즐라트코 주시치가 뒤이어 모든 전쟁 범죄 혐의를 무죄로 판결한 이유 중 하나였다. 또한 서보스니아는 제헌의회도 열렸는데, 그 의회의 부통령은 보지다르 시첼이었다.
서보스니아가 자치주로 독립할 당시인 1993년, 서보스니아 정부는 보스니아 헤르체고비나 정부에 적대적이었던 세르비아뿐만 아니라 크로아티아와도 손을 잡았다. 당시 크로아티아와 보스니아의 사이가 악화되어 크로아티아-보스니아 전쟁이 발발했고, 1993년 동안 보스니아 헤르체고비나와 크로아티아는 국제사회가 중재한 여러 평화협정 조건을 모두 수용했지만 전쟁을 중단하지는 않았다. 1994년 미국이 개입한 이후 워싱턴 협정이 체결됨에 따라 크로아티아 정부의 정책이 전환되었고, 워싱턴 협정 이후 크로아티아 대통령 프라뇨 투지만과 보스니아 대통령 이제트베고비치가 만나 무슬림-크로아트 연방을 창설하자는 계획을 논의했다. 한편 1994년 타이거 작전 때 보스니아 헤르체고비나 공화국군 제4군단이 서보스니아를 패배시켜 서보스니아 자치주는 멸망했다. 하지만 스릅스카 공화국의 지원을 받은 압디치는 1994년 11월부터 스릅스카 공화국군과 세르비아 크라이나 공화국군과 함께 반격을 개시해 1995년 자치주를 다시 세울 수 있었다.
1995년 7월 26일 압디치는 서보스니아 자치주의 이름을 "서보스니아 공화국"으로 변경했다. 그러나 1995년 8월 폭풍 작전이 개시되었고, 8월 7일 보스니아 헤르체고비나 공화국군과 크로아티아군의 합동 공격으로 서보스니아군이 완전히 격멸됨에 따라 서보스니아 자치주도 폐지되었다. 서보스니아의 대통령 압디치는 작전 후 크로아티아로 도주했다.

## 같이 보기
- 스릅스카 공화국 (1992년~1995년)
- 세르비아 크라이나 공화국